# Índice de Liberdade de Imprensa
| Situação muito séria Situação difícil Problemas visíveis | Situação satisfatória Situação boa Sem dados |

Índice de Liberdade de Imprensa de 2025

O Índice de Liberdade de Imprensa é uma classificação anual de países compilada e publicada pela organização Repórteres Sem Fronteiras com base na avaliação da organização dos seus registros de liberdade de imprensa. Pequenos países, como Andorra, estão excluídos do relatório atual. O índice de 2009 foi publicado em 20 de outubro de 2009.
O relatório é baseado em um questionário enviado para as organizações parceiras da organização Repórteres Sem Fronteiras (14 grupos de liberdade de expressão em cinco continentes) e seus 130 correspondentes em todo o mundo, assim como jornalistas, pesquisadores, juristas e ativistas dos direitos humanos.
A pesquisa faz perguntas sobre os ataques diretos aos jornalistas e meios de comunicação, bem como outras fontes indiretas de pressão contra a imprensa livre. A Repórteres Sem Fronteiras é cuidadosa ao observar que o índice só lida com a liberdade de imprensa e não mede a qualidade do jornalismo. Devido à natureza da metodologia da pesquisa baseada em percepções individuais, muitas vezes há grandes contrastes no ranking de um país cada ano.

## Tabela
Legenda de cores:
| Mais Livre → |  |  |  |  |  |  |  | → Menos Livre |
| País                                       | 2018        | 2017        | 2016        | 2015        | 2014        | 2013        | 2012         | 2010         | 2009         | 2008        | 2007         | 2006         | 2005         | 2004         | 2003        | 2002        |
| ------------------------------------------ | ----------- | ----------- | ----------- | ----------- | ----------- | ----------- | ------------ | ------------ | ------------ | ----------- | ------------ | ------------ | ------------ | ------------ | ----------- | ----------- |
| Noruega                                    | (001) 7.63  | (001) 7.6   | (003) 8.79  | (002) 7.75  | (003) 6.52  | (003) 6.52  | (001) -10.00 | (001) 0.00   | (001) 0.00   | (001) 1.50  | (001) 0.75   | (006) 2.00   | (001) 0.50   | (001) 0.50   | (001) 0.50  | (001) 0.50  |
| Suécia                                     | (002) 8.31  | (002) 8.27  | (008) 12.33 | (005) 9.47  | (010) 8.98  | (010) 9.23  | (012) -5.50  | (001) 0.00   | (001) 0.00   | (007) 3.00  | (005) 1.50   | (014) 4.00   | (012) 2.00   | (011) 2.00   | (009) 1.50  | (007) 1.50  |
| Países Baixos                              | (003) 10.01 | (005) 11.28 | (002) 8.76  | (004) 9.22  | (002) 6.46  | (002) 6.48  | (003) -9.00  | (001) 0.00   | (007) 1.00   | (016) 4.00  | (012) 3.50   | (001) 0.50   | (001) 0.50   | (001) 0.50   | (001) 0.50  | (001) 0.50  |
| Finlândia                                  | (004) 10.26 | (003) 8.92  | (001) 8.59  | (001) 7.52  | (001) 6.40  | (001) 6.38  | (001) -10.00 | (001) 0.00   | (001) 0.00   | (004) 2.00  | (005) 1.50   | (001) 0.50   | (001) 0.50   | (001) 0.50   | (001) 0.50  | (001) 0.50  |
| Suíça                                      | (005) 11.27 | (007) 12.13 | (007) 11.76 | (020) 13.85 | (015) 10.47 | (014) 9.94  | (008) -6.20  | (001) 0.00   | (007) 1.00   | (007) 3.00  | (011) 3.00   | (008) 2.50   | (001) 0.50   | (001) 0.50   | (012) 2.50  | (015) 4.25  |
| Jamaica                                    | (006) 11.33 | (008) 12.73 | (010) 12.45 | (009) 11.18 | (017) 10.90 | (013) 9.88  | (016) -3.00  | (025) 7.67   | (023) 4.75   | (021) 4.88  | (027) 8.63   | (023) 5.50   | (034) 7.50   | (024) 4.17   | (021) 3.33  | —           |
| Bélgica                                    | (007) 13.16 | (009) 12.75 | (013) 14.18 | (015) 11.98 | (023) 12.80 | (021) 12.94 | (020) -2.00  | (014) 4.00   | (011) 2.50   | (007) 3.00  | (005) 1.50   | (014) 4.00   | (018) 4.00   | (022) 4.00   | (007) 1.17  | (012) 3.50  |
| Nova Zelândia                              | (008) 13.62 | (013) 13.98 | (005) 10.01 | (006) 10.06 | (009) 8.55  | (008) 8.38  | (013) -5.33  | (008) 1.50   | (013) 3.00   | (007) 3.00  | (015) 4.17   | (019) 5.00   | (012) 2.00   | (009) 0.67   | (017) 2.83  | —           |
| Dinamarca                                  | (009) 13.99 | (004) 10.36 | (004) 8.89  | (003) 8.24  | (007) 7.43  | (006) 7.08  | (010) -5.67  | (011) 2.50   | (001) 0.00   | (014) 3.50  | (008) 2.00   | (019) 5.00   | (001) 0.50   | (001) 0.50   | (005) 1.00  | (010) 3.00  |
| Costa Rica                                 | (010) 14.01 | (006) 11.93 | (006) 11.10 | (016) 12.26 | (021) 12.23 | (018) 12.08 | (019) -2.25  | (029) 8.08   | (030) 8.00   | (022) 5.10  | (021) 6.50   | (029) 6.67   | (041) 8.50   | (035) 7.63   | (024) 3.83  | (015) 4.25  |
| Áustria                                    | (011) 14.04 | (011) 13.47 | (011) 13.18 | (007) 10.85 | (012) 10.01 | (012) 9.40  | (005) -8.00  | (007) 0.50   | (013) 3.00   | (014) 3.50  | (016) 4.25   | (016) 4.50   | (016) 2.50   | (017) 3.25   | (016) 2.75  | (026) 7.50  |
| Estónia                                    | (012) 14.08 | (012) 13.55 | (014) 14.31 | (010) 11.19 | (011) 9.63  | (011) 9.26  | (003) -9.00  | (009) 2.00   | (006) 0.50   | (004) 2.00  | (003) 1.00   | (006) 2.00   | (011) 1.50   | (011) 2.00   | (012) 2.50  | —           |
| Islândia                                   | (013) 14.10 | (010) 13.03 | (019) 15.30 | (021) 13.87 | (008) 8.50  | (009) 8.49  | (006) -7.00  | (001) 0.00   | (009) 2.00   | (001) 1.50  | (001) 0.75   | (001) 0.50   | (001) 0.50   | (001) 0.50   | (001) 0.50  | (001) 0.50  |
| Portugal                                   | (014) 14.17 | (018) 15.77 | (023) 17.27 | (026) 17.11 | (030) 17.73 | (028) 16.75 | (033) 5.33   | (040) 12.36  | (030) 8.00   | (016) 4.00  | (008) 2.00   | (010) 3.00   | (023) 4.83   | (025) 4.50   | (028) 5.17  | (007) 1.50  |
| Alemanha                                   | (015) 14.39 | (016) 14.97 | (016) 14.80 | (012) 11.47 | (014) 10.23 | (017) 10.24 | (016) -3.00  | (017) 4.25   | (018) 3.50   | (020) 4.50  | (020) 5.75   | (023) 5.50   | (018) 4.00   | (011) 2.00   | (008) 1.33  | (007) 1.50  |
| Irlanda                                    | (016) 14.59 | (014) 14.08 | (009) 12.40 | (011) 11.20 | (016) 10.87 | (015) 10.06 | (015) -4.00  | (009) 2.00   | (001) 0.00   | (004) 2.00  | (008) 2.00   | (001) 0.50   | (001) 0.50   | (001) 0.50   | (017) 2.83  | (006) 1.00  |
| Luxemburgo                                 | (017) 14.72 | (015) 14.72 | (015) 14.43 | (019) 13.61 | (004) 6.70  | (004) 6.68  | (006) -7.00  | (014) 4.00   | (020) 4.00   | (001) 1.50  | —            | —            | —            | —            | —           | —           |
| Canadá                                     | (018) 15.28 | (022) 16.53 | (018) 15.26 | (008) 10.99 | (018) 10.99 | (020) 12.69 | (010) -5.67  | (021) 7.00   | (019) 3.70   | (013) 3.33  | (018) 4.88   | (016) 4.50   | (021) 4.50   | (018) 3.33   | (010) 1.83  | (005) 0.75  |
| Austrália                                  | (019) 15.46 | (019) 16.02 | (025) 17.84 | (025) 17.03 | (028) 16.91 | (026) 15.24 | (030) 4.00   | (018) 5.38   | (016) 3.13   | (028) 6.25  | (028) 8.79   | (035) 9.00   | (031) 6.50   | (041) 9.50   | (050) 9.25  | (012) 3.50  |
| Uruguai                                    | (020) 15.56 | (025) 17.43 | (020) 15.88 | (023) 15.94 | (026) 16.08 | (027) 15.92 | (032) 4.25   | (037) 11.75  | (029) 7.63   | (043) 8.33  | (037) 11.75  | (057) 13.75  | (046) 9.75   | (042) 10.00  | (025) 4.00  | (021) 6.00  |
| Suriname                                   | (021) 16.44 | (020) 16.07 | (022) 16.70 | (029) 18.20 | (031) 18.20 | (031) 18.19 | (022) -1.00  | (035) 11.50  | (042) 10.60  | (026) 6.00  | —            | —            | —            | —            | —           | —           |
| Samoa Americana                            | (022) 16.69 | (021) 16.41 | (029) 18.80 | (040) 22.32 | (040) 22.02 | (048) 23.84 | (054) 17.00  | (111) 33.00  | —            | —           | —            | —            | —            | —            | —           | —           |
| Gana                                       | (023) 18.41 | (026) 17.95 | (026) 17.95 | (022) 15.50 | (027) 16.29 | (030) 17.27 | (041) 11.00  | (026) 8.00   | (027) 6.00   | (031) 7.50  | (029) 9.00   | (034) 8.50   | (066) 15.00  | (057) 13.50  | (048) 8.75  | (067) 23.00 |
| Letónia                                    | (024) 19.63 | (028) 18.62 | (024) 17.38 | (028) 18.12 | (037) 21.10 | (039) 22.89 | (050) 15.00  | (030) 8.50   | (013) 3.00   | (007) 3.00  | (012) 3.50   | (010) 3.00   | (016) 2.50   | (010) 1.00   | (011) 2.25  | —           |
| Chipre                                     | (025) 19.85 | (030) 19.79 | (027) 18.26 | (024) 16.52 | (025) 14.45 | (024) 13.83 | (016) -3.00  | (045) 13.40  | (025) 5.50   | (031) 7.50  | (045) 14.00  | (030) 7.50   | (025) 5.50   | (081) 22.00  | (083) 20.83 | —           |
| Namíbia                                    | (026) 20.24 | (024) 17.08 | (017) 15.15 | (017) 12.50 | (022) 12.50 | (019) 12.50 | (020) -2.00  | (021) 7.00   | (035) 9.00   | (023) 5.50  | (025) 8.50   | (026) 6.00   | (025) 5.50   | (042) 10.00  | (056) 11.00 | (031) 8.00  |
| Eslováquia                                 | (027) 20.26 | (017) 15.51 | (012) 13.26 | (014) 11.66 | (020) 11.39 | (023) 13.25 | (025) 0.00   | (035) 11.50  | (044) 11.00  | (007) 3.00  | (003) 1.00   | (008) 2.50   | (008) 0.75   | (001) 0.50   | (012) 2.50  | —           |
| África do Sul                              | (028) 20.39 | (031) 20.12 | (039) 21.92 | (039) 22.06 | (042) 23.19 | (052) 24.56 | (042) 12.00  | (038) 12.00  | (033) 8.50   | (036) 8.00  | (043) 13.00  | (044) 11.25  | (031) 6.50   | (026) 5.00   | (021) 3.33  | (026) 7.50  |
| Cabo Verde                                 | (029) 20.39 | (027) 18.02 | (032) 19.82 | (036) 20.69 | (024) 14.32 | (025) 14.33 | (009) -6.00  | (026) 8.00   | (044) 11.00  | (036) 8.00  | (045) 14.00  | (045) 11.50  | (029) 6.00   | (038) 8.75   | (047) 8.25  | (046) 13.75 |
| Liechtenstein                              | (030) 20.49 | (032) 20.31 | (028) 18.36 | (027) 17.67 | (006) 7.02  | (007) 7.35  | —            | —            | —            | —           | —            | —            | —            | —            | —           | —           |
| Espanha                                    | (031) 20.51 | (029) 18.69 | (034) 19.92 | (033) 19.95 | (035) 20.63 | (036) 20.50 | (039) 9.75   | (039) 12.25  | (044) 11.00  | (036) 8.00  | (033) 10.25  | (041) 10.00  | (040) 8.33   | (039) 9.00   | (042) 7.67  | (029) 7.75  |
| Eslovénia                                  | (032) 21.69 | (037) 21.7  | (040) 22.26 | (035) 20.55 | (034) 20.38 | (035) 20.49 | (036) 9.14   | (046) 13.44  | (037) 9.50   | (030) 7.33  | (021) 6.50   | (010) 3.00   | (009) 1.00   | (015) 2.25   | (020) 3.00  | (014) 4.00  |
| França                                     | (033) 21.87 | (039) 22.24 | (045) 23.83 | (038) 21.15 | (039) 21.89 | (037) 21.60 | (038) 9.50   | (044) 13.38  | (043) 10.67  | (035) 7.67  | (031) 9.75   | (035) 9.00   | (030) 6.25   | (019) 3.50   | (026) 4.17  | (011) 3.25  |
| Chéquia                                    | (034) 21.89 | (023) 16.91 | (021) 16.66 | (013) 11.62 | (013) 10.07 | (016) 10.17 | (014) -5.00  | (023) 7.50   | (024) 5.00   | (016) 4.00  | (014) 4.00   | (005) 0.75   | (009) 1.00   | (019) 3.50   | (012) 2.50  | (041) 11.25 |
| Organização dos Estados do Caribe Oriental | (035) 22.11 | (038) 22.1  | (030) 18.91 | —           | (036) 20.81 | (034) 19.72 | (025) 0.00   | (057) 16.50  | —            | —           | —            | —            | —            | —            | —           | —           |
| Lituânia                                   | (036) 22.20 | (036) 21.37 | (035) 19.95 | (031) 18.80 | (032) 19.20 | (033) 18.24 | (030) 4.00   | (011) 2.50   | (010) 2.25   | (016) 4.00  | (023) 7.00   | (027) 6.50   | (021) 4.50   | (016) 3.00   | (017) 2.83  | —           |
| Andorra                                    | (037) 22.21 | (035) 21.03 | (033) 19.87 | (032) 19.87 | (005) 6.82  | (005) 6.82  | —            | —            | —            | —           | —            | —            | —            | —            | —           | —           |
| Chile                                      | (038) 22.69 | (033) 20.53 | (031) 19.23 | (043) 23.00 | (058) 25.80 | (060) 26.24 | (080) 29.00  | (033) 10.50  | (039) 10.50  | (056) 11.50 | (039) 12.13  | (049) 11.63  | (050) 11.75  | (042) 10.00  | (037) 6.83  | (024) 6.50  |
| Trindade e Tobago                          | (039) 22.79 | (034) 20.62 | (044) 23.29 | (041) 22.39 | (043) 23.28 | (044) 23.12 | (050) 15.00  | (030) 8.50   | (028) 7.00   | (027) 6.13  | (019) 5.00   | (019) 5.00   | (012) 2.00   | (011) 2.00   | (005) 1.00  | —           |
| Reino Unido                                | (040) 23.25 | (040) 22.26 | (038) 21.70 | (034) 20.00 | (033) 19.93 | (029) 16.89 | (028) 2.00   | (019) 6.00   | (020) 4.00   | (023) 5.50  | (024) 8.25   | (027) 6.50   | (024) 5.17   | (028) 6.00   | (027) 4.25  | (021) 6.00  |
| Burquina Fasso                             | (041) 23.33 | (042) 23.85 | (042) 22.66 | (046) 23.79 | (052) 24.45 | (046) 23.70 | (068) 23.33  | (049) 15.00  | (057) 15.00  | (063) 13.00 | (068) 21.50  | (070) 16.00  | (078) 19.00  | (064) 16.25  | (076) 18.00 | (085) 27.75 |
| Taiwan                                     | (042) 23.36 | (045) 24.37 | (051) 24.37 | (051) 24.83 | (050) 23.82 | (047) 23.82 | (045) 13.00  | (048) 14.50  | (059) 15.08  | (036) 8.00  | (032) 10.00  | (043) 10.50  | (051) 12.25  | (060) 14.25  | (061) 12.00 | (035) 9.00  |
| Coreia do Sul                              | (043) 23.51 | (063) 27.61 | (070) 28.58 | (060) 26.55 | (057) 25.66 | (050) 24.48 | (044) 12.67  | (042) 13.33  | (069) 15.67  | (047) 9.00  | (039) 12.13  | (031) 7.75   | (034) 7.50   | (048) 11.13  | (049) 9.17  | (039) 10.50 |
| Roménia                                    | (044) 23.65 | (046) 24.46 | (049) 24.29 | (052) 24.90 | (045) 23.48 | (042) 23.05 | (047) 14.00  | (052) 16.00  | (050) 12.50  | (047) 9.00  | (042) 12.75  | (058) 14.00  | (070) 16.17  | (070) 17.83  | (059) 11.50 | (045) 13.25 |
| Estados Unidos                             | (045) 23.73 | (043) 23.88 | (041) 22.49 | (049) 24.41 | (046) 23.49 | (032) 18.22 | (047) 14.00  | (020) 6.75   | (020) 4.00   | (036) 8.00  | (048) 14.50  | (053) 13.00  | (044) 9.50   | (022) 4.00   | (031) 6.00  | (017) 4.75  |
| Itália                                     | (046) 24.12 | (052) 26.26 | (077) 28.93 | (073) 27.94 | (049) 23.75 | (057) 26.11 | (061) 19.67  | (049) 15.00  | (049) 12.14  | (044) 8.42  | (035) 11.25  | (040) 9.90   | (042) 8.67   | (039) 9.00   | (053) 9.75  | (040) 11.00 |
| Belize                                     | (047) 24.55 | (041) 23.43 | (036) 20.61 | (030) 18.54 | (029) 17.05 | —           | —            | —            | —            | —           | —            | —            | —            | —            | —           | —           |
| Botswana                                   | (048) 25.29 | (048) 24.93 | (043) 22.91 | (042) 22.91 | (041) 22.91 | (040) 22.91 | (042) 12.00  | (062) 17.50  | (062) 15.50  | (066) 14.00 | (075) 23.50  | (053) 13.00  | (060) 14.00  | (050) 11.50  | (062) 13.00 | —           |
| Comores                                    | (049) 25.30 | (044) 24.33 | (050) 24.33 | (050) 24.52 | (053) 24.52 | (051) 24.52 | (045) 13.00  | (070) 19.00  | (082) 19.00  | (089) 20.00 | (096) 28.00  | (093) 22.50  | (088) 22.00  | (091) 26.50  | (079) 18.50 | (058) 20.50 |
| Senegal                                    | (050) 25.61 | (058) 26.72 | (065) 27.99 | (071) 27.77 | (062) 26.68 | (059) 26.19 | (075) 26.00  | (093) 25.00  | (089) 22.00  | (086) 19.00 | (083) 25.00  | (077) 17.50  | (078) 19.00  | (080) 21.50  | (066) 14.50 | (047) 14.00 |
| Tonga                                      | (051) 25.68 | (049) 24.97 | (037) 21.24 | (044) 23.37 | (063) 26.70 | (066) 26.70 | (063) 21.00  | (087) 23.75  | —            | (082) 18.00 | (119) 38.25  | (053) 13.00  | (063) 14.50  | (119) 38.17  | —           | —           |
| Argentina                                  | (052) 26.05 | (050) 25.07 | (054) 25.09 | (057) 26.11 | (055) 25.27 | (054) 25.67 | (047) 14.00  | (055) 16.35  | (047) 11.33  | (068) 14.08 | (082) 24.83  | (076) 17.30  | (059) 13.67  | (079) 21.33  | (067) 15.17 | (042) 12.00 |
| Papua-Nova Guiné                           | (053) 26.19 | (051) 25.07 | (055) 25.81 | (056) 25.87 | (044) 23.46 | (041) 22.97 | (035) 9.00   | (042) 13.33  | (056) 14.70  | —           | —            | —            | —            | —            | —           | —           |
| Madagascar                                 | (054) 26.20 | (057) 26.71 | (056) 27.04 | (064) 27.43 | (081) 29.38 | (088) 28.62 | (084) 29.50  | (116) 34.88  | (134) 45.83  | (094) 21.00 | (061) 20.00  | (066) 15.00  | (097) 24.50  | (072) 18.50  | (046) 8.17  | (065) 22.75 |
| Guiana                                     | (055) 26.25 | (060) 26.8  | (057) 27.07 | (062) 27.21 | (067) 27.08 | (069) 27.08 | (058) 19.50  | (059) 16.63  | (039) 10.50  | (088) 19.75 | —            | —            | —            | —            | —           | —           |
| Maurícia                                   | (056) 26.45 | (056) 26.67 | (061) 27.69 | (068) 27.69 | (070) 27.69 | (062) 26.47 | (054) 17.00  | (065) 18.00  | (051) 14.00  | (047) 9.00  | (025) 8.50   | (032) 8.00   | (034) 7.50   | (046) 10.50  | (041) 7.25  | (036) 9.50  |
| Fiji                                       | (057) 26.55 | (067) 28.64 | (080) 29.37 | (093) 31.28 | (107) 32.57 | (107) 32.69 | (117) 55.00  | (149) 52.75  | (152) 60.00  | (079) 16.00 | (107) 33.50  | (058) 14.00  | (060) 14.00  | (063) 16.00  | (059) 11.50 | —           |
| Polónia                                    | (058) 26.59 | (054) 26.47 | (047) 23.89 | (018) 12.71 | (019) 11.03 | (022) 13.11 | (024) -0.67  | (032) 8.88   | (037) 9.50   | (047) 9.00  | (056) 18.50  | (058) 14.00  | (053) 12.50  | (032) 6.83   | (033) 6.17  | (029) 7.75  |
| República Dominicana                       | (059) 26.79 | (059) 26.76 | (062) 27.90 | (063) 27.31 | (068) 27.17 | (080) 28.34 | (095) 33.25  | (097) 26.13  | (098) 26.83  | (082) 18.00 | (072) 22.75  | (052) 12.75  | (051) 12.25  | (031) 6.75   | (072) 17.00 | —           |
| Haiti                                      | (060) 26.82 | (053) 26.36 | (053) 24.66 | (053) 25.08 | (047) 23.53 | (049) 24.09 | (052) 15.67  | (056) 16.38  | (057) 15.00  | (073) 15.13 | (075) 23.50  | (087) 19.50  | (117) 33.50  | (125) 42.13  | (100) 31.00 | (106) 36.50 |
| Geórgia                                    | (061) 27.34 | (064) 27.76 | (064) 27.96 | (069) 27.70 | (084) 29.78 | (100) 30.09 | (104) 38.00  | (099) 27.00  | (081) 18.83  | (120) 31.25 | (066) 20.83  | (089) 21.00  | (099) 25.17  | (094) 27.50  | (073) 17.33 | —           |
| Bósnia e Herzegovina                       | (062) 27.37 | (065) 27.83 | (068) 28.45 | (066) 27.51 | (066) 26.86 | (068) 26.86 | (058) 19.50  | (047) 13.50  | (039) 10.50  | (036) 8.00  | (034) 11.17  | (019) 5.00   | (033) 7.00   | (021) 3.67   | (037) 6.83  | (043) 12.50 |
| Níger                                      | (063) 27.40 | (061) 27.21 | (052) 24.62 | (047) 23.85 | (048) 23.59 | (043) 23.08 | (029) 2.50   | (104) 28.50  | (139) 48.50  | (130) 37.00 | (087) 25.50  | (095) 24.50  | (057) 13.00  | (071) 18.33  | (068) 15.75 | (053) 18.50 |
| Malawi                                     | (064) 27.43 | (070) 28.97 | (066) 28.12 | (059) 26.41 | (073) 28.29 | (075) 28.18 | (146) 68.00  | (079) 21.00  | (062) 15.50  | (070) 15.00 | (092) 26.75  | (101) 25.50  | (089) 22.75  | (101) 31.00  | (084) 21.00 | (084) 27.67 |
| Malta                                      | (065) 27.44 | (047) 24.76 | (046) 23.84 | (048) 24.16 | (051) 23.84 | (045) 23.30 | (058) 19.50  | (014) 4.00   | (011) 2.50   | —           | —            | —            | —            | —            | —           | —           |
| El Salvador                                | (066) 27.78 | (062) 27.24 | (058) 27.20 | (045) 23.66 | (038) 21.57 | (038) 22.86 | (037) 9.30   | (051) 15.83  | (079) 17.25  | (062) 12.80 | (064) 20.20  | (041) 10.00  | (028) 5.75   | (028) 6.00   | (037) 6.83  | (033) 8.75  |
| Japão                                      | (067) 28.64 | (072) 29.44 | (072) 28.67 | (061) 26.95 | (059) 26.02 | (053) 25.17 | (022) -1.00  | (011) 2.50   | (017) 3.25   | (029) 6.50  | (037) 11.75  | (051) 12.50  | (037) 8.00   | (042) 10.00  | (044) 8.00  | (026) 7.50  |
| Lesoto                                     | (068) 28.78 | (068) 28.78 | (073) 28.78 | (077) 28.36 | (074) 28.36 | (081) 28.36 | (063) 21.00  | (090) 24.00  | (099) 27.50  | (116) 29.50 | (099) 29.50  | (070) 16.00  | (081) 19.50  | (098) 29.50  | (075) 17.75 | —           |
| Croácia                                    | (069) 28.94 | (074) 29.59 | (063) 27.91 | (058) 26.12 | (065) 26.82 | (064) 26.61 | (068) 23.33  | (062) 17.50  | (078) 17.17  | (045) 8.50  | (041) 12.50  | (053) 13.00  | (056) 12.83  | (054) 11.83  | (069) 16.50 | (033) 8.75  |
| Hong Kong                                  | (070) 29.04 | (073) 29.46 | (069) 28.50 | (070) 27.76 | (061) 26.55 | (058) 26.16 | (054) 17.00  | (034) 10.75  | (048) 11.75  | (051) 9.75  | (061) 20.00  | (058) 14.00  | (039) 8.25   | (034) 7.50   | (056) 11.00 | (018) 4.83  |
| Mongólia                                   | (071) 29.05 | (069) 28.95 | (060) 27.61 | (054) 25.25 | (088) 30.30 | (098) 29.93 | (100) 35.75  | (076) 19.42  | (091) 23.33  | (093) 20.83 | (074) 23.40  | (086) 19.25  | (053) 12.50  | (073) 19.00  | (077) 18.25 | (072) 24.50 |
| Mauritânia                                 | (072) 29.09 | (055) 26.49 | (048) 24.03 | (055) 25.27 | (060) 26.53 | (067) 26.76 | (067) 22.20  | (095) 25.38  | (100) 28.50  | (105) 23.88 | (050) 15.50  | (077) 17.50  | (127) 40.00  | (138) 51.00  | (121) 36.67 | (115) 41.33 |
| Hungria                                    | (073) 29.11 | (071) 29.01 | (067) 28.17 | (065) 27.44 | (064) 26.73 | (056) 26.09 | (040) 10.00  | (023) 7.50   | (025) 5.50   | (023) 5.50  | (017) 4.50   | (010) 3.00   | (012) 2.00   | (028) 6.00   | (021) 3.33  | (024) 6.50  |
| Grécia                                     | (074) 29.19 | (088) 30.89 | (089) 30.35 | (091) 31.01 | (099) 31.33 | (084) 28.46 | (070) 24.00  | (070) 19.00  | (035) 9.00   | (031) 7.50  | (030) 9.25   | (032) 8.00   | (018) 4.00   | (033) 7.00   | (031) 6.00  | (019) 5.00  |
| Albânia                                    | (075) 29.49 | (076) 29.92 | (082) 29.92 | (082) 28.77 | (085) 29.92 | (102) 30.88 | (096) 34.44  | (080) 21.50  | (088) 21.75  | (079) 16.00 | (087) 25.50  | (080) 18.00  | (062) 14.17  | (050) 11.50  | (034) 6.50  | —           |
| Sérvia                                     | (076) 29.58 | (066) 28.05 | (059) 27.60 | (067) 27.66 | (054) 25.05 | (063) 26.59 | (080) 29.00  | (085) 23.00  | (062) 15.50  | (064) 13.50 | (067) 21.00  | (045) 11.50  | (065) 14.83  | (077) 20.13  | (085) 21.33 | (060) 20.75 |
| República Turca de Chipre do Norte         | (077) 29.59 | (075) 29.88 | (081) 29.54 | —           | (083) 29.54 | (094) 29.34 | (102) 37.00  | (061) 17.25  | (051) 14.00  | (053) 10.00 | (058) 19.00  | (062) 14.50  | (053) 12.50  | (081) 22.00  | (083) 20.83 | —           |
| Kosovo                                     | (078) 29.61 | (082) 30.45 | (090) 30.50 | —           | (080) 29.29 | (085) 28.47 | (086) 30.00  | (092) 24.83  | (075) 16.58  | (058) 12.00 | (060) 19.75  | (070) 16.00  | (100) 25.75  | (077) 20.13  | (085) 21.33 | (060) 20.75 |
| Serra Leoa                                 | (079) 29.98 | (085) 30.73 | (083) 29.94 | (079) 28.47 | (072) 28.23 | (061) 26.35 | (063) 21.00  | (091) 24.25  | (115) 34.00  | (114) 27.75 | (121) 39.50  | (103) 26.00  | (126) 39.50  | (088) 24.50  | (087) 23.50 | (072) 24.50 |
| Arménia                                    | (080) 29.99 | (079) 30.38 | (074) 28.79 | (078) 28.43 | (078) 29.07 | (074) 28.04 | (077) 27.00  | (101) 27.50  | (111) 31.13  | (102) 22.75 | (077) 23.63  | (101) 25.50  | (102) 26.00  | (083) 23.50  | (090) 25.17 | —           |
| Moldávia                                   | (081) 30.01 | (080) 30.41 | (076) 28.83 | (072) 27.85 | (056) 25.35 | (055) 26.01 | (053) 16.00  | (075) 19.13  | (114) 33.75  | (098) 21.38 | (081) 24.75  | (085) 19.17  | (074) 17.50  | (078) 20.50  | (094) 27.00 | —           |
| Costa do Marfim                            | (082) 30.08 | (081) 30.42 | (086) 30.17 | (086) 30.45 | (101) 31.63 | (096) 29.77 | (159) 83.50  | (118) 36.00  | (103) 29.00  | (109) 26.50 | (094) 27.00  | (098) 25.00  | (144) 52.25  | (149) 60.38  | (137) 42.17 | (055) 19.00 |
| Guiné-Bissau                               | (083) 30.09 | (077) 30.09 | (079) 29.03 | (081) 28.70 | (086) 30.05 | (092) 28.94 | (075) 26.00  | (067) 18.25  | (092) 23.50  | (081) 16.33 | (107) 33.50  | (062) 14.50  | (071) 17.00  | (083) 23.50  | (118) 35.25 | (094) 30.25 |
| Benim                                      | (084) 30.16 | (078) 30.32 | (078) 28.97 | (084) 29.24 | (075) 28.83 | (079) 28.33 | (091) 31.00  | (070) 19.00  | (072) 16.00  | (070) 15.00 | (053) 17.00  | (023) 5.50   | (025) 5.50   | (027) 5.50   | (029) 5.25  | (021) 6.00  |
| Seicheles                                  | (085) 30.17 | (087) 30.86 | (092) 30.60 | (096) 31.55 | (103) 31.68 | (093) 29.19 | (073) 25.00  | (065) 18.00  | (072) 16.00  | (074) 15.50 | (104) 33.00  | (095) 24.50  | (071) 17.00  | (083) 23.50  | (093) 26.75 | (060) 20.75 |
| Togo                                       | (086) 30.23 | (086) 30.75 | (088) 30.31 | (080) 28.50 | (076) 29.00 | (083) 28.45 | (079) 28.50  | (060) 17.00  | (062) 15.50  | (053) 10.00 | (049) 15.17  | (066) 15.00  | (095) 23.75  | (075) 19.50  | (095) 27.50 | (097) 31.50 |
| Israel                                     | (087) 30.26 | (091) 31.01 | (101) 32.58 | (101) 32.09 | (096) 31.19 | (112) 32.97 | (092) 31.25  | (086) 23.25  | (093) 23.75  | (046) 8.83  | (044) 13.25  | (050) 12.00  | (047) 10.00  | (036) 8.00   | (044) 8.00  | (092) 30.00 |
| Peru                                       | (088) 30.27 | (090) 30.98 | (084) 29.99 | (092) 31.21 | (104) 31.70 | (105) 31.87 | (115) 51.25  | (109) 30.00  | (085) 20.88  | (108) 26.25 | (117) 37.38  | (112) 28.25  | (116) 33.33  | (123) 40.00  | (055) 10.25 | (036) 9.50  |
| Libéria                                    | (089) 30.33 | (094) 31.12 | (093) 30.71 | (089) 30.78 | (089) 30.65 | (097) 29.89 | (110) 40.50  | (084) 22.50  | (062) 15.50  | (051) 9.75  | (085) 25.33  | (084) 19.00  | (083) 20.50  | (123) 40.00  | (132) 40.00 | (109) 37.75 |
| Nicarágua                                  | (090) 30.41 | (092) 31.01 | (075) 28.82 | (074) 27.94 | (071) 27.70 | (078) 28.31 | (072) 24.33  | (083) 22.33  | (076) 16.75  | (059) 12.50 | (047) 14.25  | (069) 15.50  | (068) 15.25  | (052) 11.67  | (034) 6.50  | —           |
| Panamá                                     | (091) 30.56 | (096) 32.12 | (091) 30.59 | (083) 28.98 | (087) 30.20 | (111) 32.95 | (113) 45.67  | (081) 21.83  | (055) 14.50  | (057) 11.83 | (054) 17.88  | (039) 9.50   | (066) 15.00  | (061) 14.50  | (053) 9.75  | (049) 15.50 |
| Equador                                    | (092) 30.56 | (105) 33.64 | (109) 33.21 | (108) 33.65 | (095) 31.16 | (119) 34.69 | (104) 38.00  | (101) 27.50  | (084) 20.00  | (074) 15.50 | (056) 18.50  | (068) 15.25  | (087) 21.75  | (066) 16.50  | (042) 7.67  | (020) 5.50  |
| Tanzânia                                   | (093) 30.65 | (083) 30.65 | (071) 28.65 | (075) 28.09 | (069) 27.30 | (070) 27.34 | (034) 6.00   | (041) 13.00  | (062) 15.50  | (070) 15.00 | (055) 18.00  | (088) 19.82  | (074) 17.50  | (061) 14.50  | (069) 16.50 | (062) 21.25 |
| Butão                                      | (094) 30.73 | (084) 30.73 | (094) 30.73 | (104) 32.65 | (092) 30.73 | (082) 28.42 | (070) 24.00  | (064) 17.75  | (070) 15.75  | (074) 15.50 | (116) 37.17  | (098) 25.00  | (142) 51.50  | (146) 55.83  | (157) 77.33 | (135) 90.75 |
| Timor-Leste                                | (095) 30.81 | (098) 32.82 | (099) 32.02 | (103) 32.63 | (077) 29.04 | (090) 28.72 | (086) 30.00  | (093) 25.00  | (072) 16.00  | (065) 13.75 | (094) 27.00  | (083) 18.50  | (058) 13.50  | (057) 13.50  | (030) 5.50  | —           |
| Quénia                                     | (096) 30.82 | (095) 31.2  | (095) 31.16 | (100) 32.07 | (090) 30.70 | (071) 27.80 | (084) 29.50  | (070) 19.00  | (096) 25.00  | (097) 21.25 | (078) 23.75  | (118) 30.25  | (109) 30.00  | (082) 22.25  | (079) 18.50 | (075) 24.75 |
| Tunísia                                    | (097) 30.91 | (097) 32.22 | (096) 31.60 | (126) 38.68 | (133) 38.69 | (138) 39.93 | (134) 60.25  | (164) 72.50  | (154) 61.50  | (143) 48.10 | (145) 57.00  | (148) 53.75  | (147) 57.50  | (152) 62.67  | (149) 50.83 | (128) 67.75 |
| Quirguistão                                | (098) 31    | (089) 30.92 | (085) 30.16 | (088) 30.69 | (097) 31.24 | (106) 32.20 | (108) 40.00  | (159) 63.00  | (125) 40.00  | (111) 27.00 | (110) 33.60  | (123) 34.00  | (111) 32.00  | (107) 35.25  | (104) 32.00 | (098) 31.75 |
| Moçambique                                 | (099) 31.12 | (093) 31.05 | (087) 30.25 | (085) 29.98 | (079) 29.26 | (073) 28.01 | (066) 21.50  | (098) 26.50  | (082) 19.00  | (090) 20.50 | (073) 23.00  | (045) 11.50  | (049) 10.50  | (064) 16.25  | (063) 14.00 | (070) 23.50 |
| Líbano                                     | (100) 31.15 | (099) 33.01 | (098) 31.95 | (098) 31.81 | (106) 31.89 | (101) 30.15 | (093) 31.50  | (078) 20.50  | (061) 15.42  | (066) 14.00 | (098) 28.75  | (107) 27.00  | (108) 28.25  | (087) 24.38  | (106) 32.50 | (056) 19.67 |
| Ucrânia                                    | (101) 31.16 | (102) 33.19 | (107) 32.93 | (129) 39.10 | (127) 36.93 | (126) 36.79 | (116) 54.00  | (131) 46.83  | (089) 22.00  | (087) 19.25 | (092) 26.75  | (105) 26.50  | (112) 32.50  | (138) 51.00  | (132) 40.00 | (112) 40.00 |
| Brasil                                     | (102) 31.20 | (103) 33.58 | (104) 32.62 | (099) 31.93 | (111) 34.03 | (108) 32.75 | (099) 35.33  | (058) 16.60  | (071) 15.88  | (082) 18.00 | (084) 25.25  | (075) 17.17  | (063) 14.50  | (066) 16.50  | (071) 16.75 | (054) 18.75 |
| Montenegro                                 | (103) 31.21 | (106) 33.65 | (106) 32.79 | (114) 34.63 | (114) 34.78 | (113) 32.97 | (107) 39.00  | (104) 28.50  | (077) 17.00  | (053) 10.00 | (058) 19.00  | (045) 11.50  | (065) 14.83  | (077) 20.13  | (085) 21.33 | (060) 20.75 |
| Guiné                                      | (104) 31.90 | (101) 33.15 | (108) 33.08 | (102) 32.56 | (102) 31.67 | (086) 28.49 | (086) 30.00  | (113) 33.50  | (100) 28.50  | (099) 21.50 | (107) 33.50  | (109) 27.50  | (102) 26.00  | (088) 24.50  | (109) 33.17 | (079) 26.00 |
| Kuwait                                     | (105) 31.91 | (104) 33.61 | (103) 32.59 | (090) 30.84 | (091) 30.71 | (077) 28.28 | (078) 28.00  | (087) 23.75  | (060) 15.25  | (061) 12.63 | (063) 20.17  | (073) 17.00  | (085) 21.25  | (103) 31.67  | (102) 31.33 | (078) 25.50 |
| Nepal                                      | (106) 32.05 | (100) 33.02 | (105) 32.62 | (105) 32.71 | (120) 36.16 | (118) 34.61 | (106) 38.75  | (119) 36.38  | (118) 35.63  | (138) 43.25 | (137) 53.75  | (159) 73.50  | (160) 86.75  | (160) 84.00  | (150) 51.50 | (127) 63.00 |
| Paraguai                                   | (107) 32.32 | (110) 35.64 | (111) 33.63 | (109) 33.74 | (105) 31.81 | (091) 28.78 | (080) 29.00  | (054) 16.25  | (054) 14.33  | (090) 20.50 | (090) 26.10  | (082) 18.25  | (069) 15.50  | (046) 10.50  | (040) 7.17  | (032) 8.50  |
| Gabão                                      | (108) 32.37 | (108) 34.83 | (100) 32.20 | (095) 31.38 | (098) 31.32 | (089) 28.69 | (101) 36.50  | (107) 28.75  | (129) 43.50  | (110) 26.75 | (102) 31.50  | (114) 28.50  | (102) 26.00  | (115) 37.50  | (101) 31.25 | (058) 20.50 |
| Macedónia do Norte                         | (109) 32.43 | (111) 35.74 | (118) 36.09 | (117) 36.26 | (123) 36.43 | (116) 34.27 | (094) 31.67  | (068) 18.40  | (034) 8.75   | (042) 8.25  | (036) 11.50  | (045) 11.50  | (043) 8.75   | (049) 11.25  | (051) 9.67  | —           |
| Bolívia                                    | (110) 32.45 | (107) 33.88 | (097) 31.78 | (094) 31.29 | (094) 31.04 | (109) 32.80 | (108) 40.00  | (103) 28.13  | (095) 24.17  | (115) 28.20 | (068) 21.50  | (016) 4.50   | (045) 9.67   | (076) 20.00  | (051) 9.67  | (048) 14.50 |
| Bulgária                                   | (111) 35.22 | (109) 35.01 | (113) 34.46 | (106) 32.91 | (100) 31.42 | (087) 28.58 | (080) 29.00  | (070) 19.00  | (068) 15.61  | (059) 12.50 | (051) 16.25  | (035) 9.00   | (048) 10.25  | (036) 8.00   | (034) 6.50  | (038) 9.75  |
| República Centro-Africana                  | (112) 35.25 | (113) 36.12 | (110) 33.60 | (110) 33.84 | (109) 33.13 | (065) 26.61 | (062) 20.00  | (069) 18.50  | (080) 17.75  | (085) 18.50 | (071) 22.50  | (062) 14.50  | (082) 19.75  | (104) 32.50  | (107) 32.75 | (063) 21.50 |
| Zâmbia                                     | (113) 35.36 | (114) 36.48 | (114) 35.08 | (113) 34.35 | (093) 30.89 | (072) 27.93 | (086) 30.00  | (082) 22.00  | (097) 26.75  | (074) 15.50 | (068) 21.50  | (093) 22.50  | (090) 23.00  | (100) 29.75  | (086) 23.25 | (081) 26.75 |
| Congo                                      | (114) 35.42 | (115) 36.73 | (115) 35.84 | (107) 33    | (082) 29.44 | (076) 28.20 | (090) 30.38  | (114) 33.60  | (116) 34.75  | (092) 20.75 | (080) 24.50  | (073) 17.00  | (071) 17.00  | (069) 17.50  | (063) 14.00 | (069) 23.17 |
| Mali                                       | (115) 36.15 | (116) 38.27 | (122) 39.83 | (118) 36.33 | (122) 36.29 | (099) 30.03 | (025) 0.00   | (026) 8.00   | (030) 8.00   | (031) 7.50  | (052) 16.50  | (035) 9.00   | (037) 8.00   | (056) 12.83  | (056) 11.00 | (043) 12.50 |
| Guatemala                                  | (116) 36.17 | (118) 39.33 | (121) 38.03 | (124) 37.92 | (125) 36.61 | (095) 29.39 | (097) 35.00  | (077) 20.25  | (106) 29.50  | (101) 22.64 | (104) 33.00  | (090) 21.25  | (086) 21.50  | (066) 16.50  | (099) 30.83 | (083) 27.25 |
| Uganda                                     | (117) 35.77 | (112) 35.94 | (102) 32.58 | (097) 31.65 | (110) 33.29 | (104) 31.69 | (139) 64.00  | (096) 25.50  | (086) 21.50  | (107) 26.00 | (096) 28.00  | (116) 29.83  | (080) 19.25  | (086) 24.00  | (091) 25.75 | (052) 17.00 |
| Afeganistão                                | (118) 37.28 | (120) 39.46 | (120) 37.75 | (122) 37.44 | (128) 37.07 | (128) 37.36 | (150) 74.00  | (147) 51.67  | (149) 54.25  | (156) 59.25 | (142) 56.50  | (130) 44.25  | (125) 39.17  | (097) 28.25  | (134) 40.17 | (104) 35.50 |
| Nigéria                                    | (119) 37.41 | (122) 39.69 | (116) 35.90 | (111) 34.09 | (112) 34.24 | (115) 34.11 | (126) 56.40  | (145) 51.50  | (135) 46.00  | (131) 37.75 | (131) 49.83  | (120) 32.23  | (123) 38.75  | (117) 37.75  | (103) 31.50 | (049) 15.50 |
| Maldivas                                   | (120) 37.95 | (117) 39.3  | (112) 34.17 | (112) 34.32 | (108) 33.11 | (103) 31.10 | (073) 25.00  | (052) 16.00  | (051) 14.00  | (104) 23.25 | (129) 45.17  | (144) 51.25  | (148) 58.50  | (157) 69.17  | (145) 47.50 | —           |
| Angola                                     | (121) 38.36 | (125) 40.42 | (123) 39.89 | (123) 37.84 | (124) 36.50 | (130) 37.80 | (132) 58.43  | (104) 28.50  | (119) 36.50  | (116) 29.50 | (091) 26.50  | (091) 21.50  | (076) 18.00  | (091) 26.50  | (097) 28.00 | (093) 30.17 |
| Gâmbia                                     | (122) 38.36 | (143) 46.7  | (145) 46.53 | (151) 44.50 | (155) 46.42 | (152) 45.09 | (141) 65.50  | (125) 40.50  | (137) 48.25  | (137) 42.75 | (130) 48.25  | (149) 54.00  | (130) 41.00  | (098) 29.50  | (077) 18.25 | (064) 22.50 |
| Chade                                      | (123) 38.45 | (121) 39.66 | (127) 40.59 | (135) 40.17 | (139) 40.22 | (121) 34.87 | (103) 37.67  | (112) 33.17  | (132) 44.50  | (133) 41.25 | (113) 36.50  | (124) 35.50  | (109) 30.00  | (106) 33.25  | (088) 24.00 | (087) 28.75 |
| Indonésia                                  | (124) 39.68 | (124) 39.93 | (130) 41.72 | (138) 40.75 | (132) 38.15 | (139) 41.05 | (146) 68.00  | (117) 35.83  | (100) 28.50  | (111) 27.00 | (100) 30.50  | (103) 26.00  | (102) 26.00  | (117) 37.75  | (110) 34.25 | (057) 20.00 |
| Catar                                      | (125) 40.16 | (123) 39.83 | (117) 35.97 | (115) 35.35 | (113) 34.32 | (110) 32.86 | (114) 46.00  | (121) 38.00  | (094) 24.00  | (074) 15.50 | (079) 24.00  | (080) 18.00  | (090) 23.00  | (104) 32.50  | (115) 35.00 | —           |
| Zimbabwe                                   | (126) 40.53 | (128) 41.44 | (124) 40.41 | (131) 39.19 | (135) 39.19 | (133) 38.12 | (117) 55.00  | (123) 39.50  | (136) 46.50  | (151) 54.00 | (149) 62.00  | (140) 50.00  | (153) 64.25  | (155) 67.50  | (141) 45.50 | (122) 48.25 |
| Omã                                        | (127) 40.67 | (126) 40.46 | (125) 40.43 | (127) 38.83 | (134) 38.83 | (141) 41.51 | (117) 55.00  | (124) 40.25  | (106) 29.50  | (123) 32.67 | —            | —            | —            | —            | (152) 57.75 | —           |
| Emirados Árabes Unidos                     | (128) 40.86 | (119) 39.39 | (119) 36.73 | (120) 36.73 | (118) 36.03 | (114) 33.49 | (112) 45.00  | (087) 23.75  | (086) 21.50  | (069) 14.50 | (065) 20.25  | (077) 17.50  | (100) 25.75  | (137) 50.25  | (122) 37.00 | —           |
| Camarões                                   | (129) 40.92 | (130) 41.59 | (126) 40.53 | (133) 39.63 | (131) 38.13 | (120) 34.78 | (097) 35.00  | (129) 44.30  | (109) 30.50  | (129) 36.90 | (111) 36.00  | (112) 28.25  | (083) 20.50  | (093) 27.00  | (098) 30.50 | (088) 28.83 |
| Colômbia                                   | (130) 41.03 | (129) 41.47 | (134) 44.11 | (128) 39.08 | (126) 36.68 | (129) 37.48 | (143) 66.50  | (145) 51.50  | (126) 40.13  | (126) 35.50 | (126) 42.33  | (131) 44.75  | (128) 40.17  | (134) 47.38  | (147) 49.17 | (114) 40.83 |
| Sri Lanka                                  | (131) 41.37 | (141) 44.34 | (141) 44.96 | (165) 60.28 | (165) 59.13 | (162) 56.59 | (163) 87.50  | (158) 62.50  | (162) 75.00  | (165) 78.00 | (156) 67.50  | (141) 50.75  | (115) 33.25  | (109) 36.50  | (089) 24.83 | (051) 15.75 |
| Jordânia                                   | (132) 41.71 | (138) 43.24 | (135) 44.49 | (143) 42.07 | (141) 40.42 | (134) 38.47 | (128) 56.80  | (120) 37.00  | (112) 31.88  | (128) 36.00 | (122) 40.21  | (109) 27.50  | (096) 24.00  | (121) 39.13  | (122) 37.00 | (099) 33.50 |
| Filipinas                                  | (133) 42.53 | (127) 41.08 | (138) 44.66 | (141) 41.19 | (149) 43.69 | (147) 43.11 | (140) 64.50  | (156) 60.00  | (122) 38.25  | (139) 45.00 | (128) 44.75  | (142) 51.00  | (139) 50.00  | (111) 36.63  | (118) 35.25 | (089) 29.00 |
| Autoridade Palestiniana                    | (134) 42.96 | (135) 42.9  | (132) 42.93 | (140) 41.01 | (138) 40.11 | (146) 43.09 | (153) 76.00  | (150) 56.13  | (161) 69.83  | (163) 66.88 | (158) 69.83  | (134) 46.75  | (132) 42.50  | (127) 43.17  | (130) 39.25 | (082) 27.00 |
| Marrocos                                   | (135) 43.13 | (133) 42.42 | (131) 42.64 | (130) 39.19 | (136) 39.72 | (136) 39.04 | (138) 63.29  | (135) 47.40  | (127) 41.00  | (122) 32.25 | (106) 33.25  | (097) 24.83  | (119) 36.17  | (126) 43.00  | (131) 39.67 | (089) 29.00 |
| Argélia                                    | (136) 43.13 | (134) 42.83 | (129) 41.69 | (119) 36.63 | (121) 36.26 | (125) 36.54 | (122) 56.00  | (133) 47.33  | (141) 49.56  | (121) 31.33 | (123) 40.50  | (126) 40.00  | (129) 40.33  | (128) 43.50  | (108) 33.00 | (095) 31.00 |
| Myanmar                                    | (137) 43.15 | (131) 41.82 | (143) 45.48 | (144) 42.08 | (145) 41.43 | (151) 44.71 | (169) 100.00 | (174) 94.50  | (171) 102.67 | (170) 94.38 | (164) 93.75  | (164) 94.75  | (163) 88.83  | (165) 103.63 | (164) 95.50 | (137) 96.83 |
| Índia                                      | (138) 43.24 | (136) 42.94 | (133) 43.17 | (136) 40.49 | (140) 40.34 | (140) 41.22 | (131) 58.00  | (122) 38.75  | (105) 29.33  | (118) 30.00 | (120) 39.33  | (105) 26.50  | (106) 27.00  | (120) 38.50  | (128) 39.00 | (080) 26.50 |
| Paquistão                                  | (139) 43.24 | (139) 43.55 | (147) 48.52 | (159) 50.46 | (158) 51.46 | (159) 51.31 | (151) 75.00  | (151) 56.17  | (159) 65.67  | (152) 54.88 | (152) 64.83  | (157) 70.33  | (150) 60.75  | (150) 61.75  | (128) 39.00 | (119) 44.67 |
| Tailândia                                  | (140) 44.31 | (142) 44.69 | (136) 44.53 | (134) 40.07 | (130) 37.94 | (135) 38.60 | (137) 61.50  | (153) 56.83  | (130) 44.00  | (124) 34.50 | (135) 53.50  | (122) 33.50  | (107) 28.00  | (059) 14.00  | (082) 19.67 | (065) 22.75 |
| Honduras                                   | (141) 45.23 | (140) 43.75 | (137) 44.62 | (132) 39.27 | (129) 37.14 | (127) 36.92 | (135) 61.00  | (143) 51.13  | (128) 42.00  | (099) 21.50 | (087) 25.50  | (062) 14.50  | (076) 18.00  | (053) 11.75  | (065) 14.17 | —           |
| Camboja                                    | (142) 45.90 | (132) 42.07 | (128) 40.70 | (139) 40.99 | (144) 40.97 | (143) 41.81 | (117) 55.00  | (128) 43.83  | (117) 35.17  | (126) 35.50 | (085) 25.33  | (108) 27.25  | (090) 23.00  | (109) 36.50  | (081) 19.50 | (071) 24.25 |
| Venezuela                                  | (143) 46.03 | (137) 42.94 | (139) 44.77 | (137) 40.61 | (116) 35.37 | (117) 34.44 | (117) 55.00  | (133) 47.33  | (124) 39.50  | (113) 27.33 | (114) 36.88  | (115) 29.00  | (090) 23.00  | (090) 24.63  | (096) 27.83 | (077) 25.00 |
| Sudão do Sul                               | (144) 46.88 | (145) 48.16 | (140) 44.87 | (125) 38.04 | (119) 36.05 | (124) 36.20 | (111) 41.25  | —            | —            | —           | —            | —            | —            | —            | —           | —           |
| Malásia                                    | (145) 47.41 | (144) 46.89 | (146) 46.57 | (147) 43.29 | (147) 42.73 | (145) 42.73 | (122) 56.00  | (141) 50.75  | (131) 44.25  | (132) 39.50 | (124) 41.00  | (092) 22.25  | (113) 33.00  | (122) 39.83  | (104) 32.00 | (110) 37.83 |
| Bangladesh                                 | (146) 48.62 | (146) 48.36 | (144) 45.94 | (146) 42.95 | (146) 42.58 | (144) 42.01 | (129) 57.00  | (126) 42.50  | (121) 37.33  | (136) 42.70 | (134) 53.17  | (137) 48.00  | (151) 61.25  | (151) 62.50  | (143) 46.50 | (118) 43.75 |
| México                                     | (147) 48.91 | (147) 48.97 | (149) 49.33 | (148) 43.69 | (152) 45.04 | (153) 45.30 | (149) 72.67  | (136) 47.50  | (137) 48.25  | (140) 46.13 | (136) 53.63  | (132) 45.83  | (135) 45.50  | (096) 27.83  | (074) 17.67 | (075) 24.75 |
| Rússia                                     | (148) 49.96 | (148) 49.45 | (148) 49.03 | (152) 44.97 | (148) 42.78 | (148) 43.42 | (142) 66.00  | (140) 49.90  | (153) 60.88  | (141) 47.50 | (144) 56.90  | (147) 52.50  | (138) 48.67  | (140) 51.38  | (148) 49.50 | (121) 48.00 |
| Tajiquistão                                | (149) 50.06 | (149) 50.27 | (150) 50.34 | (116) 36.19 | (115) 34.86 | (123) 35.71 | (122) 56.00  | (115) 34.50  | (113) 32.00  | (106) 25.50 | (115) 37.00  | (117) 30.00  | (113) 33.00  | (095) 27.75  | (113) 34.50 | (086) 28.25 |
| Etiópia                                    | (150) 50.17 | (150) 50.34 | (142) 45.13 | (142) 41.83 | (143) 40.58 | (137) 39.57 | (127) 56.60  | (139) 49.38  | (140) 49.00  | (142) 47.75 | (150) 63.00  | (160) 75.00  | (131) 42.00  | (112) 37.00  | (124) 37.50 | (107) 37.50 |
| Singapura                                  | (151) 50.95 | (151) 51.1  | (154) 52.96 | (153) 45.87 | (150) 44.29 | (149) 43.43 | (135) 61.00  | (136) 47.50  | (133) 45.00  | (144) 49.00 | (141) 56.00  | (146) 51.50  | (140) 50.67  | (147) 57.00  | (144) 47.33 | —           |
| Eswatini                                   | (152) 51.46 | (152) 51.27 | (153) 52.37 | (155) 47.28 | (156) 46.76 | (155) 46.76 | (144) 67.00  | (155) 57.50  | (144) 52.50  | (147) 50.50 | (138) 54.50  | (127) 40.50  | (118) 35.00  | (101) 31.00  | (124) 37.50 | (089) 29.00 |
| Brunei                                     | (153) 51.48 | (156) 53.72 | (155) 53.85 | (121) 36.76 | (117) 35.45 | (122) 35.45 | (125) 56.20  | (142) 51.00  | (155) 63.50  | —           | —            | —            | —            | —            | —           | (111) 38.00 |
| República Democrática do Congo             | (154) 51.60 | (154) 52.67 | (152) 50.97 | (150) 44.31 | (151) 44.64 | (142) 41.66 | (145) 67.67  | (148) 51.83  | (146) 53.50  | (148) 51.25 | (133) 50.50  | (142) 51.00  | (146) 57.33  | (141) 51.50  | (127) 38.50 | (113) 40.75 |
| Bielorrússia                               | (155) 52.59 | (153) 52.43 | (157) 54.32 | (157) 47.98 | (157) 47.82 | (157) 48.35 | (168) 99.00  | (154) 57.00  | (151) 59.50  | (154) 58.33 | (151) 63.63  | (151) 57.00  | (152) 61.33  | (144) 54.10  | (151) 52.00 | (124) 52.17 |
| Ruanda                                     | (156) 52.90 | (159) 54.11 | (161) 54.61 | (161) 56.57 | (162) 56.57 | (161) 55.46 | (156) 81.00  | (169) 81.00  | (157) 64.67  | (145) 50.00 | (147) 58.88  | (128) 41.00  | (122) 38.00  | (113) 37.25  | (110) 34.25 | (107) 37.50 |
| Turquia                                    | (157) 53.50 | (155) 52.98 | (151) 50.76 | (149) 44.16 | (154) 45.87 | (154) 46.56 | (148) 70.00  | (138) 49.25  | (122) 38.25  | (102) 22.75 | (101) 31.25  | (098) 25.00  | (098) 25.00  | (113) 37.25  | (115) 35.00 | (099) 33.50 |
| Cazaquistão                                | (158) 54.41 | (157) 54.01 | (160) 54.55 | (160) 53.46 | (161) 54.94 | (160) 55.08 | (154) 77.50  | (162) 68.50  | (142) 49.67  | (125) 35.33 | (125) 41.63  | (128) 41.00  | (119) 36.17  | (131) 44.17  | (138) 42.50 | (116) 42.00 |
| Burundi                                    | (159) 55.26 | (160) 55.78 | (156) 54.10 | (145) 42.93 | (142) 40.50 | (132) 38.02 | (130) 57.75  | (108) 28.88  | (103) 29.00  | (094) 21.00 | (127) 43.40  | (125) 39.83  | (090) 23.00  | (073) 19.00  | (092) 26.25 | (072) 24.50 |
| Iraque                                     | (160) 56.56 | (158) 54.03 | (158) 54.35 | (156) 47.76 | (153) 45.44 | (150) 44.67 | (152) 75.36  | (130) 45.58  | (145) 53.30  | (158) 59.38 | (157) 67.83  | (154) 66.83  | (157) 67.00  | (148) 58.50  | (124) 37.50 | (130) 79.00 |
| Egito                                      | (161) 56.72 | (161) 55.78 | (159) 54.45 | (158) 50.17 | (159) 51.89 | (158) 48.66 | (166) 97.50  | (127) 43.33  | (143) 51.38  | (146) 50.25 | (146) 58.00  | (133) 46.25  | (143) 52.00  | (128) 43.50  | (110) 34.25 | (101) 34.50 |
| Líbia                                      | (162) 56.79 | (163) 56.81 | (164) 57.89 | (154) 45.99 | (137) 39.84 | (131) 37.86 | (154) 77.50  | (160) 63.50  | (156) 64.50  | (160) 61.50 | (155) 66.50  | (152) 62.50  | (162) 88.75  | (154) 65.00  | (153) 60.00 | (129) 72.50 |
| Azerbaijão                                 | (163) 59.73 | (162) 56.4  | (163) 57.89 | (162) 58.41 | (160) 52.87 | (156) 47.73 | (162) 87.25  | (152) 56.38  | (146) 53.50  | (150) 53.63 | (139) 55.40  | (135) 47.00  | (141) 51.00  | (136) 49.67  | (113) 34.50 | (101) 34.50 |
| Irã                                        | (164) 60.71 | (165) 65.12 | (169) 66.52 | (173) 72.32 | (173) 72.29 | (174) 73.40 | (175) 136.60 | (175) 94.56  | (172) 104.14 | (166) 80.33 | (166) 96.50  | (162) 90.88  | (164) 89.17  | (158) 78.30  | (160) 89.33 | (122) 48.25 |
| Uzbequistão                                | (165) 60.84 | (169) 66.11 | (166) 61.15 | (166) 61.14 | (166) 61.01 | (164) 60.39 | (157) 83.00  | (163) 71.50  | (160) 67.67  | (162) 62.70 | (160) 74.88  | (158) 71.00  | (155) 66.50  | (142) 52.13  | (154) 61.50 | (120) 45.00 |
| Bahrein                                    | (166) 60.85 | (164) 58.88 | (162) 54.86 | (163) 58.69 | (163) 58.26 | (165) 62.75 | (173) 125.00 | (144) 51.38  | (119) 36.50  | (096) 21.17 | (118) 38.00  | (111) 28.00  | (123) 38.75  | (143) 52.50  | (117) 35.17 | (067) 23.00 |
| Iémen                                      | (167) 62.23 | (166) 65.8  | (170) 67.07 | (168) 66.36 | (167) 67.26 | (169) 69.22 | (171) 101.00 | (170) 82.13  | (167) 83.38  | (155) 59.00 | (143) 56.67  | (149) 54.00  | (136) 46.25  | (135) 48.00  | (136) 41.83 | (103) 34.75 |
| Somália                                    | (168) 63.04 | (167) 65.95 | (167) 65.35 | (172) 72.31 | (176) 73.19 | (175) 73.59 | (164) 88.33  | (161) 66.00  | (164) 77.50  | (153) 58.00 | (159) 71.50  | (144) 51.25  | (149) 59.00  | (128) 43.50  | (140) 45.00 | —           |
| Arábia Saudita                             | (169) 63.13 | (168) 66.02 | (165) 59.72 | (164) 59.41 | (164) 58.30 | (163) 56.88 | (158) 83.25  | (157) 61.50  | (163) 76.50  | (161) 61.75 | (148) 59.75  | (161) 76.00  | (154) 66.00  | (159) 79.17  | (156) 71.50 | (125) 62.50 |
| Laos                                       | (170) 66.41 | (170) 66.41 | (173) 71.58 | (171) 71.25 | (171) 71.22 | (168) 67.99 | (165) 89.00  | (168) 80.50  | (169) 92.00  | (164) 70.00 | (161) 75.00  | (156) 67.50  | (155) 66.50  | (153) 64.33  | (163) 94.83 | (133) 89.00 |
| Guiné Equatorial                           | (171) 66.47 | (171) 66.47 | (168) 66.47 | (167) 66.23 | (168) 67.95 | (166) 67.20 | (161) 86.00  | (167) 79.00  | (158) 65.50  | (156) 59.25 | (153) 65.25  | (137) 48.00  | (133) 44.00  | (133) 46.25  | (139) 44.75 | (117) 42.75 |
| Cuba                                       | (172) 68.90 | (173) 71.75 | (171) 70.23 | (169) 70.21 | (170) 70.92 | (171) 71.64 | (167) 98.83  | (166) 78.00  | (170) 94.00  | (169) 88.33 | (165) 96.17  | (165) 95.00  | (161) 87.00  | (166) 106.83 | (165) 97.83 | (134) 90.25 |
| Djibouti                                   | (173) 70.77 | (172) 70.54 | (172) 70.90 | (170) 71.04 | (169) 70.34 | (167) 67.40 | (159) 83.50  | (110) 30.50  | (110) 31.00  | (134) 41.50 | (132) 50.25  | (121) 33.00  | (121) 37.00  | (145) 55.00  | (120) 35.50 | (096) 31.25 |
| Sudão                                      | (174) 71.13 | (174) 73.56 | (174) 72.53 | (174) 72.34 | (172) 71.88 | (170) 70.06 | (170) 100.75 | (172) 85.33  | (148) 54.00  | (135) 42.00 | (140) 55.75  | (139) 48.13  | (133) 44.00  | (132) 44.25  | (142) 45.75 | (105) 36.00 |
| Vietname                                   | (175) 75.05 | (175) 73.96 | (175) 74.27 | (175) 72.63 | (174) 72.36 | (172) 71.78 | (172) 114.00 | (165) 75.75  | (166) 81.67  | (168) 86.17 | (162) 79.25  | (155) 67.25  | (158) 73.25  | (161) 86.88  | (159) 89.17 | (131) 81.25 |
| China                                      | (176) 78.29 | (176) 77.66 | (176) 80.96 | (176) 73.55 | (175) 72.91 | (173) 73.07 | (174) 136.00 | (171) 84.67  | (168) 84.50  | (167) 85.50 | (163) 89.00  | (163) 94.00  | (159) 83.00  | (162) 92.33  | (161) 91.25 | (138) 97.00 |
| Síria                                      | (177) 79.22 | (177) 81.49 | (177) 81.35 | (177) 77.29 | (177) 77.04 | (176) 78.53 | (176) 138.00 | (173) 91.50  | (165) 78.00  | (159) 59.63 | (154) 66.00  | (153) 63.00  | (145) 55.00  | (155) 67.50  | (155) 67.50 | (126) 62.83 |
| Turquemenistão                             | (178) 84.20 | (178) 84.19 | (178) 83.44 | (178) 80.83 | (178) 80.81 | (177) 79.14 | (177) 140.67 | (176) 95.33  | (173) 107.00 | (171) 95.50 | (167) 103.75 | (167) 98.50  | (165) 93.50  | (164) 99.83  | (158) 82.83 | (136) 91.50 |
| Eritreia                                   | (179) 84.24 | (179) 84.24 | (180) 83.92 | (180) 84.86 | (180) 84.83 | (179) 84.83 | (179) 142.00 | (178) 105.00 | (175) 115.50 | (173) 97.50 | (169) 114.75 | (166) 97.50  | (166) 99.75  | (163) 93.25  | (162) 91.50 | (132) 83.67 |
| Coreia do Norte                            | (180) 88.87 | (180) 84.98 | (179) 83.76 | (179) 83.25 | (179) 81.96 | (178) 83.90 | (178) 141.00 | (177) 104.75 | (174) 112.50 | (172) 96.50 | (168) 108.75 | (168) 109.00 | (167) 109.00 | (167) 107.50 | (166) 99.50 | (139) 97.50 |
| Estados Unidos (extraterritorial)          | —           | —           | —           | —           | —           | —           | (057) 19.00  | (099) 27.00  | (108) 30.00  | (119) 31.00 | (111) 36.00  | (119) 31.50  | (137) 48.50  | (108) 36.00  | (135) 41.00 | —           |
| Israel (extraterritorial)                  | —           | —           | —           | —           | —           | —           | (133) 59.00  | (132) 47.00  | (150) 55.50  | (149) 51.50 | (103) 32.00  | (135) 47.00  | —            | (115) 37.50  | (146) 49.00 | —           |
| Granada                                    | —           | —           | —           | —           | —           | —           | —            | —            | —            | —           | —            | —            | —            | (055) 12.00  | —           | —           |

1. ↑  O relatório publicado em 2012 é intitulado de 2011-2012
2. ↑  dados anteriores a 2005 incluem o Chipre do Norte
3. 1 2  não inclui áreas extraterritoriais até 2013
4. 1 2  antes de 2007 Sérvia e Montenegro foram avaliados conjuntamente
5. ↑  dados anteriores a 2005 incluem o Chipre
6. ↑  antes de 2007 Sérvia e Montenegro foram avaliados conjuntamente
7. ↑  incluído com os Estados Unidos a partir de 2013
8. ↑  incluído com Israel a partir de 2013